# إدوارد نابرافنيك
إدوارد فرانسيفيتش نابرافنيك (بالروسية : Эдуа́рд Фра́нцевич Напра́вник) (24 أغسطس 1839 - 10 نوفمبر 1916  ) كان قائدًا موسيقياً ومؤلفاً موسيقياً وملحناً تشيكيًا. 
استقر نابرافنيك في روسيا واشتهر بدوره الرائد في الحياة الموسيقية الروسية كقائد رئيسي لمسرح ماريانسكي الإمبراطوري في سانت بطرسبرغ لعدة عقود. وأجرى العروض الأولى للعديد من أوبرات الملحنين الروس، بما في ذلك تلك التي كتبها موسورجسكي وتشايكوفسكي وريمسكي كورساكوف.
لحن أربع أوبرات أنجحها كانت أوبرا دوبروفسكي (1894، عُرضت عام 1895) والتي كتبها الكاتب الروسي موديست إيليتش تشايكوفسكي في اقتباس من الرواية التي كتبها ألكسندر بوشكين.
توفي في بتروغراد عام 1916. وفي مايو 1917 سافرت عائلته إلى الخارج واستقرت في نهاية المطاف في بلجيكا.

## روابط خارجية
- سيرة ذاتية قصيرة
- [مهرجان الموسيقى الدولي لإدوارد نابرافنيك http://www.napravnikfestival.cz ]